# 雁来大橋

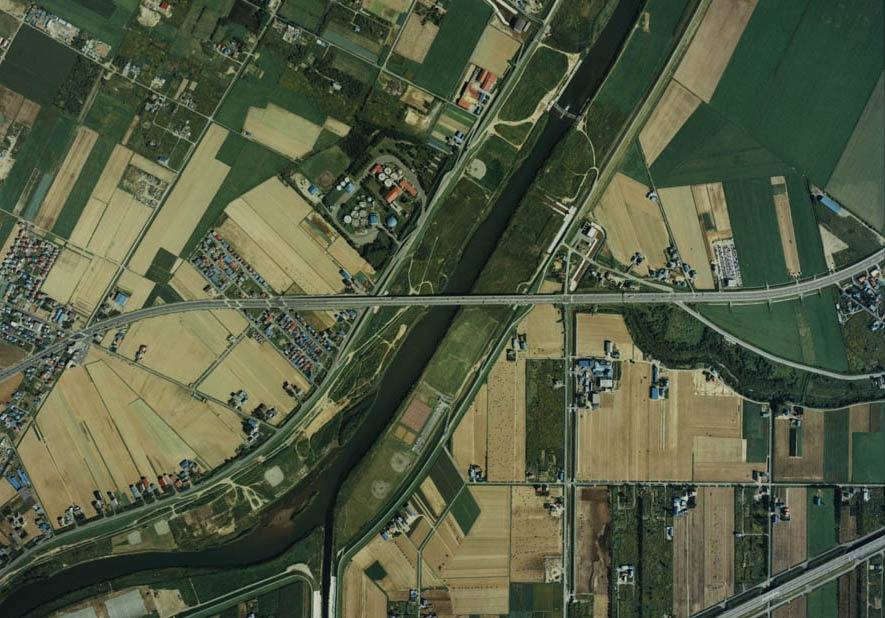
周辺の航空写真（1985年）
画像中央が雁来大橋。

雁来大橋（かりきおおはし）は、札幌市の豊平川にかかる橋。
国道275号の橋であり、札幌市の主要幹線道路の1つとなっている。また、豊平川に架かる橋の中で最も長い橋であり、最も下流に位置する橋でもある。
北海道道814号滝野上野幌自転車道線は雁来大橋を渡って大麻（江別市）・上野幌（札幌市厚別区）方面へ向かうルートになっている。

## 主要諸元
| 種別                             | 鋼道路橋・PC道路橋                                                  |
| 形式                             | 3径間連続鋼鈑桁橋・2径間連続鋼箱桁橋単純合成桁橋・2径間連続鋼鈑桁橋 |
| 橋長                             | 638.2m                                                              |
| PC連続ホロースラブ橋部           | 156.0m                                                              |
| 連続非合成鋼鈑桁橋部             | 451.2m                                                              |
| 単純合成鋼鈑桁橋部               | 24.8m                                                               |
| 最大支間（連続非合成鋼鈑桁橋部） | 61.0m                                                               |
| 幅員                             | 8.25m（車道）+3.0m（歩道）                                          |
| 鋼重                             | 2,398t                                                              |
| 鉄筋使用量                       | 1,712t                                                              |
| コンクリート使用量               | 14,715m³                                                            |
| 完成年度                         | 1980年（昭和55年）                                                  |

## 歴史
雁来大橋の前身は、下流約1kmに架けられていた雁来橋にある。豊平川新水路が1932年（昭和7年）から開削され、1941年（昭和16年）に通水した。札幌稚内線（現・国道275号）に水路をまたぐ橋が必要となった。そこで新水路通水前に工事を始め、1938年（昭和13年）に橋の下部工事が完了した。しかし、戦争が始まると残りの工事は中断され、上部に木造トラスが仮橋されて当面の間しのいだ。
1957年（昭和32年）から再び工事が再開されたが、建造後すでに20年近く経過していた下部の橋脚の改造が行われた。その構造はPC桁橋で中央部分はワーレントラス3連の溶接橋（トラス橋）という、北海道初となる試みであった。雁来橋（全長341m）は1959年（昭和34年）に完成した。
1980年（昭和55年）11月、雁来バイパス工事の一環として、上流に新たに雁来大橋が架橋され、札幌側に急カーブのあった雁来橋は解体された。
2007年（平成19年）に北海道道626号東雁来江別線との交差点（白石区）に右折専用レーンが新設された。

## 周辺
| 東区（東雁来） - 豊平川緑地 - 札幌サッカーアミューズメントパーク | 白石区（東米里） - 豊平川・雁来河川健康公園 - 白石清掃工場 |